# ダリア・ガブリロワ
ダリア・ガブリロワ（Daria Gavrilova, ロシア語: Дарья Алексеевна Гаврилова, 1994年3月5日 - ）は、ロシア・モスクワ出身でオーストラリアの女子プロテニス選手。これまでにWTAツアーでシングルス1勝、ダブルス2勝を挙げている。自己最高ランキングはシングルス20位、ダブルス45位。右利き、バックハンド・ストロークは両手打ち。

## 来歴
ガブリロワは6歳でテニスを始める。ジュニア時代は2010年のシンガポールユースオリンピックの女子シングルスで金メダルを獲得。2010年全米オープンジュニア女子シングルスで優勝している。
4大大会では2013年全豪オープンで予選を勝ち上がり初出場し初戦を突破した。
ガブリロワは2015年に飛躍した。3月のマイアミ・オープンでは2回戦で世界ランキング2位のマリア・シャラポワを 7–6(4), 6–3 で破りトップ10選手から初勝利を挙げた。5月のローマ大会では、予選から勝ち上がりベスト4に進出した。7月のイスタンブール大会ではエリナ・スビトリナと組んだダブルスで優勝し初のWTAタイトルを獲得した。最終ランキングを前年終了時の233位から36位まで上げWTAアワードの年間最優秀新人賞を受賞している。
2016年よりガブリロワはオーストラリア国籍で出場している。ホップマンカップではニック・キリオスとのペアでオーストラリアチームを17年ぶりの優勝に導いた。
2016年全豪オープンでは4大大会で初めて4回戦に進出した。8月のリオ五輪で初めてのオリンピックに出場したがシングルス、ダブルスともに初戦で敗退した。
2017年8月のニューヘイブン大会の決勝でドミニカ・チブルコバを 4–6, 6–3, 6–4 で破りWTAツアー初優勝を果たした。大会後の2017年8月28日付ランキングで自己最高のシングルス20位を記録している。
ガブリロワは2018年12月、オーストラリアのテニス選手ルーク・サビルとの婚約を発表した。

## WTAツアー決勝進出結果

### シングルス: 4回 (1勝3敗)
| 大会グレード                  |
| ----------------------------- |
| グランドスラム (0–0)          |
| WTAファイナルズ (0–0)         |
| プレミア・マンダトリー (0–0)  |
| プレミア5 (0-0)               |
| WTAエリート・トロフィー (0-0) |
| プレミア (1-1)                |
| インターナショナル (0–2)      |

| 結果   | No. | 決勝日         | 大会           | サーフェス    | 対戦相手                         | スコア           |
| ------ | --- | -------------- | -------------- | ------------- | -------------------------------- | ---------------- |
| 準優勝 | 1.  | 2016年10月22日 | モスクワ       | ハード (室内) | スベトラーナ・クズネツォワ       | 2–6, 1–6         |
| 準優勝 | 2.  | 2017年5月27日  | ストラスブール | クレー        | サマンサ・ストーサー             | 7–5, 4–6, 3–6    |
| 優勝   | 1.  | 2017年8月26日  | ニューヘイブン | ハード        | ドミニカ・チブルコバ             | 4–6, 6–3, 6–4    |
| 準優勝 | 3.  | 2017年10月15日 | 香港           | ハード        | アナスタシア・パブリュチェンコワ | 7–5, 3–6, 6–7(3) |

### ダブルス: 4回 (2勝2敗)
| 結果   | No. | 決勝日         | 大会           | サーフェス    | パートナー         | 対戦相手                                                      | スコア           |
| ------ | --- | -------------- | -------------- | ------------- | ------------------ | ------------------------------------------------------------- | ---------------- |
| 優勝   | 1.  | 2015年7月26日  | イスタンブール | ハード        | エリナ・スビトリナ | ジャグラ・ブユカクジャイ エレナ・ヤンコビッチ                 | 5-7, 6-1, [10-4] |
| 準優勝 | 1.  | 2016年10月22日 | モスクワ       | ハード (室内) | ダリア・カサトキナ | アンドレア・フラバーチコバ ルーシー・ハラデツカ               | 6–4, 0–6, [7–10] |
| 準優勝 | 2.  | 2017年9月23日  | 東京           | ハード        | ダリア・カサトキナ | アンドレヤ・クレパーチ マリア・ホセ・マルティネス・サンチェス | 3–6, 2–6         |
| 優勝   | 2.  | 2019年5月25日  | ストラスブール | クレー        | エレン・ペレス     | 段瑩瑩 韓馨蘊                                                 | 6–4, 6–3         |

## 4大大会シングルス成績
略語の説明
| W | F | SF | QF | #R | RR | Q# | LQ | A | Z# | PO | G | S | B | NMS | P | NH |

W=優勝, F=準優勝, SF=ベスト4, QF=ベスト8, #R=#回戦敗退, RR=ラウンドロビン敗退, Q#=予選#回戦敗退, LQ=予選敗退, A=大会不参加, Z#=デビスカップ/BJKカップ地域ゾーン, PO=デビスカップ/BJKカッププレーオフ, G=オリンピック金メダル, S=オリンピック銀メダル, B=オリンピック銅メダル, NMS=マスターズシリーズから降格, P=開催延期, NH=開催なし.
| 大会           | 2011 | 2012 | 2013 | 2014 | 2015 | 2016 | 2017 | 2018 | 2019 | 通算成績 |
| -------------- | ---- | ---- | ---- | ---- | ---- | ---- | ---- | ---- | ---- | -------- |
| 全豪オープン   | A    | A    | 2R   | A    | 1R   | 4R   | 4R   | 2R   | 1R   | 8–6      |
| 全仏オープン   | A    | A    | LQ   | A    | 2R   | 1R   | 1R   | 3R   | 1R   | 3–5      |
| ウィンブルドン | A    | A    | LQ   | A    | 1R   | 2R   | 1R   | 3R   | 1R   | 4–5      |
| 全米オープン   | LQ   | A    | LQ   | LQ   | 1R   | 1R   | 2R   | 2R   | 1R   | 2–5      |